# Wellington—Grey
Pour les articles homonymes, voir Wellington (homonymie).
Circonscription électorale fédérale du Canada
Wellington—Grey (aussi connue sous le nom de Wellington—Grey—Dufferin—Waterloo) fut une circonscription électorale fédérale de l'Ontario, représentée de 1968 à 1979.
La circonscription de Wellington—Grey a été créée en 1966 avec des parties des circonscriptions de Dufferin—Simcoe, Grey—Bruce, Wellington-Sud et Wellington—Huron. Renommée Wellington—Grey—Dufferin—Waterloo en 1970, elle fut abolie en 1976 et redistribuée parmi Bruce—Grey, Dufferin—Wellington, Grey—Simcoe, Guelph et Waterloo.

## Géographie
En 1966, la circonscription de Wellington—Grey comprenait:
- Une partie du comté de Dufferin, excepté Orangeville
- Une partie du comté de Grey, comprenant la ville de Durham
- Une partie du comté de Waterloo (en)
- Une partie du comté de Wellington
- La ville de Palmerston

## Députés
| Législature                                                                              | Années                                                                                   | Député                                                                                   | Député                                                                                   | Parti                                                                                    |
| Wellington—Grey issue de Dufferin—Simcoe, Grey—Bruce, Wellington-Sud et Wellington—Huron | Wellington—Grey issue de Dufferin—Simcoe, Grey—Bruce, Wellington-Sud et Wellington—Huron | Wellington—Grey issue de Dufferin—Simcoe, Grey—Bruce, Wellington-Sud et Wellington—Huron | Wellington—Grey issue de Dufferin—Simcoe, Grey—Bruce, Wellington-Sud et Wellington—Huron | Wellington—Grey issue de Dufferin—Simcoe, Grey—Bruce, Wellington-Sud et Wellington—Huron |
| ---------------------------------------------------------------------------------------- | ---------------------------------------------------------------------------------------- | ---------------------------------------------------------------------------------------- | ---------------------------------------------------------------------------------------- | ---------------------------------------------------------------------------------------- |
| 28e                                                                                      | 1968–1972                                                                                |                                                                                          | Marvin Howe                                                                              | Progressiste-conservateur                                                                |
| Wellington—Grey—Dufferin—Waterloo                                                        |                                                                                          |                                                                                          |                                                                                          |                                                                                          |
| 29e                                                                                      | 1972–1974                                                                                |                                                                                          | Perrin Beatty                                                                            | Progressiste-conservateur                                                                |
| 28e                                                                                      | 1974–1979                                                                                |                                                                                          | Perrin Beatty                                                                            | Progressiste-conservateur                                                                |
| Redistribuée parmi Bruce—Grey, Dufferin—Wellington, Grey—Simcoe, Guelph et Waterloo      |                                                                                          |                                                                                          |                                                                                          |                                                                                          |